# Komatsubara Manabu
Manabu Komatsubara (sinh ngày 2 tháng 4 năm 1981) là một cầu thủ bóng đá người Nhật Bản.

## Sự nghiệp câu lạc bộ
Manabu Komatsubara đã từng chơi cho Shonan Bellmare và Ventforet Kofu.